# 放牛吃草
《放牛吃草》（英語：Home on the Range），是迪士尼於2004年推出的第45部经典动画长片。本片在中国大陆暂不发行DVD。在台湾已经由博伟发行英文发音DVD。在華語圈，新加坡於2004年6月17日上映，香港於2004年8月12日以粵語版本上映此電影，台灣則於2004年10月9日以國語版本上映。
本片是以美国西部拓荒时期为背景。電影的片名其实来源于一首家喻户晓的歌曲，在美国早期的拓荒过程中，它表现出浓厚的田园情怀和浪漫的西部精神为人心动，这首被广为传唱的歌曲也最终被美国堪萨斯州定为自己的州歌。電影發行的評價褒貶不一，影評家們稱讚討喜的風格，但認為畫面太花哨且情節乏味。

## 劇情
故事是發生在一個寡婦珍珠經營的農場，她由於無法支付貸款，因此面臨要被驅逐的命運，農場上的三隻母牛瑪姬、卡洛威夫人和葛瑞絲為了挽救農場的命運，於是決定想要逮捕一位通緝犯「阿拉米達·施林」，並以獲得優渥的懸賞獎金來為主人珍珠償還貸款，一匹之前曾當過獎金獵人座騎名叫巴克的馬兒也給予她們幫助，因為他想藉著抓到通緝犯來證明自己的能力，然而他們卻不知道，那位惡名昭彰的通緝犯會使用催眠術，讓他們陷入困境...。

## 配音員
| 英語配音                                                                                   | 粵語配音             | 角色（中文）  | 角色（原文）       |
| ------------------------------------------------------------------------------------------ | -------------------- | ------------- | ------------------ |
| 蘿珊妮·巴爾（Roseanne Barr）                                                               | 雷思蘭               | 瑪姬          | Maggie             |
| 茱蒂·丹契                                                                                  | 梁珊                 | 卡洛威夫人    | Mrs. Calloway      |
| 珍妮佛·提莉                                                                                | 劉紅荳               | 葛瑞絲        | Grace              |
| 小庫珀·古丁（Cuba Gooding, Jr.）                                                           | 葉偉麟               | 巴克          | Buck               |
| 藍迪·奎德（蘭迪·奎德）                                                                     | 周志輝               | 阿拉米達·施林 | Alameda Slim       |
| 查爾斯·丹尼斯（Charles Dennis）                                                            | 黃志明               | 李哥          | Rico               |
| 查爾斯·海德（Charles Haid）                                                                | 葉振聲               | 幸運傑克      | Lucky Jack         |
| 卡洛兒·庫克（Carole Cook）                                                                 | 陳麗卿               | 珍珠·蓋斯納   | Pearl Gesner       |
| 喬·佛拉赫蒂（Joe Flaherty）                                                                | 譚漢華               | 山羊老賈      | Jeb the Goat       |
| 史蒂夫·布西密                                                                              | 龍天生               | 衛斯理        | Wesley             |
| 理查·李爾（Richard Riehle）                                                                | 甄錦華               | 山姆·布朗警長 | Sheriff Sam Brown  |
| 蘭斯·李高爾（Lance LeGault）                                                               | 盧雄                 | 水牛老么      | Junior the Buffalo |
| G·W·貝里（G.W. Bailey）                                                                    | 戴偉光               | 魯斯蒂        | Rusty              |
| 派屈克·華柏頓（派屈克·華博頓）                                                             | 譚漢華               | 派屈克        | Patrick            |
| 愛絲黛兒·哈里斯（Estelle Harris）                                                          | 譚錦萌               | 雞奧黛麗      | Audrey the Chicken |
| 查理·戴爾（Charlie Dell）                                                                  | 陳自強               | 奧利          | Ollie              |
| 馬歇爾·艾弗隆（Marshall Efron）                                                            | 劉文光               | 賴瑞          | Larry              |
| 山姆·J·李文（Sam J. Levine）                                                               | 魯文傑               | 威利兄弟      | Willie Brothers    |
| 鮑比·布洛克（Bobby Block） 基頓·薩維奇（Keaton Savage） 羅斯·賽門特里斯（Ross Simanteris） | 李雪晴 李淮楓 雷子俊 | 小豬們        | The Piggy          |
| 馬克·華爾頓（Mark Walton）                                                                 | 古明華               | 貝瑞與鮑伯    | Barry & Bob        |
| 安·理查茲（Ann Richards）                                                                  | 陳迪華               | 安妮          | Annie              |
| 丹尼斯·威佛（Dennis Weaver）                                                               | 譚漢華               | 阿布納        | Abner              |
| 不詳                                                                                       |                      | 摩斯          | Morse              |